# Gare de Naka-Meguro
La gare de Naka-Meguro (中目黒駅, Naka-Meguro-eki) est une gare ferroviaire située dans l'arrondissement de Meguro à Tokyo au Japon. Cette gare est exploitée conjointement par les compagnies Tōkyū et Tokyo Metro.

## Situation ferroviaire
La gare de Naka-Meguro est située au point kilométrique (PK) 2,2 de la ligne Tōkyū Tōyoko et marque le début de la ligne Hibiya.

## Historique
La gare de Naka-Meguro a été inaugurée le 28 août 1927. La ligne de métro Hibiya y arrive le 22 juillet 1964.
Le 8 mars 2000, un déraillement d'une rame de la ligne Hibiya, suivi d'une collision avec un train de ligne Tōyoko arrivant en sens inverse, fait 5 morts et 63 blessés.

## Service des voyageurs

### Accueil
La gare dispose d'un bâtiment voyageurs, avec guichets, ouvert tous les jours.

### Desserte

#### Tōkyū
| 1 | TY Ligne Tōyoko | Jiyūgaoka ・ Musashi-Kosugi ・ Yokohama (interconnexion avec la ligne Minatomirai) |
| 4 | TY Ligne Tōyoko | Shibuya (interconnexion avec la ligne Fukutoshin)                                  |

#### Métro
| 2 | H Ligne Hibiya | Terminus                                                                |
| 3 | H Ligne Hibiya | Ginza ・ Ueno ・ Kita-Senju (interconnexion avec la ligne Tōbu Skytree) |